# Casa din Piața Romanilor nr. 5 (Timișoara)
Casa este o clădire istorică situată în Piața Romanilor, nr. 5.
Face parte din Situl urban „Fabric” (II), monument istoric cod LMI TM-II-s-B-06097.

## Istorie
A fost construită în 1894.
În 1928 a fost menționată spargerea locuinței lui Róbert Kövess, brutar, care locuia în clădire, valoarea obiectelor furate depășind 20000 de lei.
În anii 1940, în clădire, a funcționat Bufetul lui Jancsó (în maghiară: Jancsó-kifőzde).

## Descriere
Clădirea este reaizată în stil eclectic istoricesc, fiind caracterizate de două niveluri. Parterul este tratat cu bosaje proeminente, desupra ferestrelor se regăsesc elemente antropomorfe și motive cu lei, iar sub acestea sunt prezenți baluștri. Portalul în sine este finalizat într-un arc în plin cintru. Etajul prezintă bosaje mai putin evidențiate, desupra ferestrelor se regăsesc frontoane curbe frânte și triunghiulare, un element care iese în evidență fiind balconul cu elemente din fier forjat, situat deasupra aparatului de acces. Acoperișul are două cupole așezate pe extremitatea stângă, respectiv extremitatea dreaptă a cădirii.